# Xylotrechus wauthieri
Xylotrechus wauthieri är en skalbaggsart som beskrevs av J. Linsley Gressitt och Yves Rondon 1970. Xylotrechus wauthieri ingår i släktet Xylotrechus och familjen långhorningar.
Artens utbredningsområde är Laos. Inga underarter finns listade i Catalogue of Life.